# 耶魯節
耶魯節（或譯作尤爾節）是由古代日耳曼民族所慶祝的宗教節日，後來接受基督教化後改為慶祝更為著名的聖誕節，所以耶魯節對於他們來說相當於是聖誕節的前身。「耶魯」一詞最早出現於日耳曼民族所用的月份名稱，例如ÆrraJéola（耶魯前），或ÆfteraJéola（耶魯後）等等。學者認為這節日是為了連慶祝野生狩獵節、北歐神奧丁和盎格魯-撒克遜異教的夜間母神節。

## 另見
- 夜間母神節
- 耶爾達節

## 資料來源
1. ↑  Guðbrandur Vigfússon (1874:326).